# Ozora P. Stearns

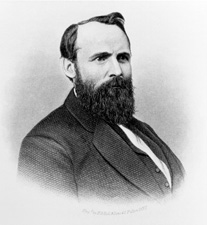
Ozora P. Stearns

Ozora Pierson Stearns, född 15 januari 1831 i De Kalb, New York, död 2 juni 1896 i Pacific Beach, Kalifornien, var en amerikansk republikansk politiker. Han representerade delstaten Minnesota i USA:s senat från januari till mars 1871.
Stearns flyttade två år gammal till Lake County, Ohio. Han studerade vid Oberlin College och University of Michigan. Han deltog i amerikanska inbördeskriget i nordstatsarmén. Stearns var borgmästare i Rochester, Minnesota 1866-1868. Senator Daniel S. Norton avled 1870 och William Windom utnämndes till hans efterträdare fram till fyllnadsvalet som Stearns vann. Windom valdes sedan till en sexårig mandatperiod i senaten i ett val som Stearns inte kandiderade i. Stearns efterträddes av Windom redan 3 mars 1871. Stearns arbetade senare som domare.